# Mostove, Bahciîsarai
Mostove (în ucraineană Мостове) este un sat în comuna Zaliznîcine din raionul Bahciîsarai, Republica Autonomă Crimeea, Ucraina.

## Demografie
Componența lingvistică a localității Mostove
     Rusă (66,67%)
     Tătară crimeeană (28,91%)
     Ucraineană (4,08%)
Conform recensământului din 2001, majoritatea populației localității Mostove era vorbitoare de rusă (66,67%), existând în minoritate și vorbitori de tătară crimeeană (28,91%) și ucraineană (4,08%).